# Iwan Babij
Iwan Babij, pol. Jan Babij (ur. 5 marca 1893 w Dobromirce, zm. 25 lipca 1934 we Lwowie) – pedagog ukraiński, porucznik Ukraińskiej Armii Halickiej i Armii Ukraińskiej Republiki Ludowej, dyrektor ukraińskiego gimnazjum akademickiego we Lwowie, działacz Akcji Katolickiej pod patronatem Kościoła greckokatolickiego.

## Życiorys
Ukończył gimnazjum w Tarnopolu, następnie filologię klasyczną na Uniwersytecie Lwowskim. W latach 1918–1919 brał udział w wojnie polsko-ukraińskiej, następnie w szeregach armii URL w polsko-ukraińskiej ofensywie na Kijów i dalszych działaniach bojowych wojny polsko-bolszewickiej.
Był nauczycielem gimnazjum w Brzeżanach (od 1921, uczył języków greckiego i łacińskiego), następnie w latach 1931-1934 dyrektorem akademickiego gimnazjum we Lwowie. Był również dyrektorem Arcybiskupiego Instytutu Akcji Katolickiej oraz organizatorem święta Ukraińska Młodzież Chrystusowi.
Był krytykiem ukraińskiego ruchu nacjonalistycznego, podejrzewanym przez Ukraińców o współpracę z władzami polskimi. W 1932 roku dwukrotnie pobity, 25 lipca 1934 po wyroku Trybunału Rewolucyjnego OUN, zamordowany w zamachu przeprowadzonym przez bojówkę Organizacji Ukraińskich Nacjonalistów – zabójcą był Mychajło Car. Zabójstwo Iwana Babija publicznie potępił greckokatolicki arcybiskup metropolita lwowski i halicki Andrzej Szeptycki w odezwie do wiernych Cerkwi greckokatolickiej.